# Рідна природа
«Рідна природа» — українськомовний щоквартальний інформаційно-методичний бюлетень Державного комітету УРСР по охороні природи, Українського товариства охорони природи та Українського товариства мисливців і рибалок. Виходив з 1971 року. Видавався видавництвом «Урожай». Редакція містилася у Києві в будинку на вулиці Рогнідинській, № 3.
Бюлетень узагальнював і популяризував досвід роботи, яка проводилася в Україні щодо раціонального природокористування, охорони атмосфери повітря, надр, ґрунтів, вод, рослинного й тваринного світу; висвітлював участь громадськості, керівних органів Української РСР в охороні природи.